# Trường Trung học phổ thông B Nghĩa Hưng
Trường trung học phổ thông B Nghĩa Hưng là một trường trung học phổ thông tại huyện Nghĩa Hưng, tỉnh Nam Định. Trường  được thành lập năm 1971, nằm ở cạnh quốc lộ 21B, có vị trí địa lý thuận lợi, giao thông thuận tiện, khung cảnh đẹp, là một trong những trường THPT có truyền thống dạy và học nổi bật của tỉnh Nam Định.

## Lịch sử
Trường THPT B Nghĩa Hưng ngày nay tiền thân là trường Cấp III B Nghĩa Hưng, được thành lập vào ngày 17 tháng 9 năm 1971 theo quyết định của Ủy ban hành chính tỉnh Nam Hà cũ.
Thời điểm đó, nhà trường chỉ có 10 lớp hệ 10/10. Khoá học 1971-1974 là khoá học đầu tiên của nhà trường, trong 2 năm học đầu khoá có 5 lớp, đến năm lớp 10 khoá còn 4 lớp với hơn 160 học sinh.
Đến nay trường có tất cả 30 lớp theo ba khối 10, 11 và 12. Mỗi khối có 10 lớp. Tổng diện tích mặt bằng là 23.000 m². Năm học 2020-2021 toàn trường có khoảng 1.118 em học sinh.

## Đào tạo

### Cơ cấu tổ chức
Trường được tổ chức với mô hình ban giám hiệu điều hành và quản lý chung với Hiệu trưởng đương nhiệm là thầy Dương Văn Chủng và các Hiệu phó: thầy Mai Thế Ngọc, thầy Vũ Văn Hào, cô Hoàng Thị Ngọc Bích. Hệ thống giáo viên của trường được chia làm các tổ chuyên môn: tổ Toán - Tin học, tổ Hóa - Sinh - Công nghệ, tổ Ngữ văn - Lịch sử - Địa lí, tổ Vật lí - Công nghệ, tổ Tiếng Anh và tổ GDCD - GDTC - QPAN.
Về mảng tổ chức chính trị, nhà trường có Chi bộ Đảng do thầy Dương Văn Chủng làm Bí thư chi bộ (nhiệm kỳ 2020 - 2025); Ban chấp hành Công đoàn do thầy Mai Văn Tụ làm chủ tịch (nhiệm kỳ 2017 - 2022). Tổng số Đảng viên trong Chi bộ tính đến tháng 5/2020 là 43 đồng chí.
Ngoài ra nhà trường còn có tổ Văn phòng bao gồm các nhóm: nhóm Kế toán, nhóm Văn phòng - máy tính, nhóm Y tế, nhóm Bảo vệ và nhóm Lao công - phục vụ.

### Tuyển sinh
Theo quy định của Sở Giáo dục và Đào tạo tỉnh Nam Định và kế hoạch của trường THPT B Nghĩa Hưng, đối tượng tuyển sinh vào 10 lớp công lập khối 10 của nhà trường phải đủ 2 điều kiện: đã tốt nghiệp chương trình THCS hoặc chương trình GDTX và trong độ tuổi theo quy định của điều lệ; có hộ khẩu thường trú tại tỉnh Nam Định hoặc đã tốt nghiệp THCS tại Nam Định.
Nhà trường tuyển sinh bằng hình thức thi tuyển. Học sinh đã tốt nghiệp THCS phải tham gia kỳ thi tuyển sinh gồm có 3 môn thi theo quy định là Toán, Ngữ văn và Tiếng Anh. Bài thi sẽ được chấm theo thang điểm 10, tính tổng điểm 3 môn để làm điểm xét tuyển và lấy đến chữ số thập phân thứ hai sau dấu phẩy. Ngoài ra, trường còn có chế độ tuyển thẳng đối với những học sinh đạt giải (Nhất, Nhì, Ba, Khuyến khích) hoặc có huy chương (Vàng, Bạc, Đồng, Bằng khen) cấp quốc gia trở lên về văn hóa, văn nghệ, thể dục thể thao; đạt giải (Nhất, Nhì, Ba, Tư) cuộc thi Khoa học - Kỹ thuật cấp quốc gia dành cho học sinh THCS và THPT do Bộ GD&ĐT tổ chức. Cùng với đó nhà trường còn có chế độ ưu tiên cho những đối tượng đặc biệt: cộng điểm cho các đối tượng là con thương binh, bệnh binh, liệt sĩ, anh hùng lực lượng vũ trang,...v.v.

## Thành tích
- Năm học 1996 - 1997: được Thủ tướng chính phủ tặng bằng khen.[4]
- Năm học 2000 - 2001: được Chủ tịch nước tặng thưởng Huân chương Lao động hạng Ba.[5]
- Năm học 2003 - 2004: nhận bằng khen của Bộ Giáo dục và Đào tạo.
- Năm học 2007 - 2008: trường lần đầu được xếp thứ 176 trong Top 200 trường THPT có điểm thi Đại học cao nhất cả nước (số liệu do Cục CNTT thuộc Bộ Giáo dục và Đào tạo công bố hàng năm).[6]
- Năm học 2010 - 2011: QĐ số 1898 của chủ tịch UBND tỉnh Nam định ngày 31/10/2011 chính thức công nhận trường THPT B Nghĩa Hưng là trường đạt chuẩn Quốc gia.[7]
- Năm học 2015 - 2016 và năm học 2020 - 2021: đoàn HSG của nhà trường đã xuất sắc giành giải Nhì trong cuộc thi HSG khối THPT do Sở GD&ĐT tỉnh Nam Định tổ chức thường niên.[8]
- Năm học 2020 - 2021: Được Thủ tướng Chính phủ tặng Cờ thi đua. Ngoài ra trường có 1 sản phẩm đạt giải Nhì cuộc thi Sáng tạo Thanh thiếu niên nhi đồng tỉnh Nam Định lần thứ VII; đạt giải Nhì toàn đoàn thi Thể dục thể thao cấp tỉnh.[9][10]

Những năm gần đây tỉ lệ đỗ tốt nghiệp của trường luôn đạt trên 99%; riêng năm học 2016 - 2017 và năm học 2019 - 2020 tỉ lệ đỗ đạt 100%. Cùng với đó là tỉ lệ đỗ Nguyện vọng 1 vào các trường Đại học công lập 5 năm gần đây luôn trên mức 81%, năm học 2019 - 2020 tỉ lệ này là 88,7%.

## Cơ sở vật chất
Cơ sở vật chất của nhà trường có nhiều thay đổi trong thời gian qua. Đến nay trường đã xây mới 1 dãy nhà lớp học cao 3 tầng khang trang với hơn 30 phòng học chính kiên cố, 3 phòng thiết bị thí nghiệm, 2 phòng hội giảng, 2 phòng máy vi tính có kết nối Internet phục vụ môn Tin học, 1 phòng thư viện với nhiều đầu sách và 1 phòng Y tế học đường. Ngoài ra trường còn có dãy nhà hiệu bộ cao 3 tầng là nơi làm việc của Hiệu trưởng, Hiệu phó và các bộ phận văn phòng khác.
Không chỉ đầy đủ về cơ sở vật chất giảng dạy, trong nhiều năm qua nhà trường đã liên tục đầu tư xây dựng các công trình phục vụ thể dục thể thao cho học sinh như:
- Nhà đa năng: nằm ở phía sau dãy nhà lớp học, là nơi thực hiện các môn thể thao như Cầu lông, Bóng bàn, Đá cầu, Thể dục nhịp điệu,... Ngoài ra công trình còn được thiết kế như một hội trường lớn, thường xuyên tổ chức nhiều sự kiện của nhà trường.Tập tin:THPT B Nghĩa Hưng (6).jpgBên trong nhà đa năng

Bên trong nhà đa năng

- Sân bóng rổ: nằm ở phía Đông dãy nhà lớp học.
- 2 sân cỏ nhân tạo: từ năm học 2018 - 2019, nhà trường đã cho phép xây dựng 2 sân bóng bằng cỏ nhân tạo có tổng kinh phí khoảng 600 triệu VND nằm ở trung tâm khuôn viên sân trường. Sân bóng là điểm nhấn mới của trường THPT B Nghĩa Hưng, thường xuyên diễn ra các giải đấu bóng đá giữa các lớp học.

## Cựu học sinh nổi tiếng
Trải qua nhiều năm giảng dạy, trường THPT B Nghĩa Hưng đã sản sinh ra không ít những nhân vật nổi tiếng, có ảnh hưởng ở Việt Nam trên nhiều lĩnh vực như:

#### Chính trị
1. Ông Đoàn Hồng Phong (sinh 1963): Chủ tịch Tỉnh Nam Định từ năm 2014 - 2015; Bí thư Tỉnh ủy tỉnh Nam Định nhiệm kỳ 2015-2021; Ủy viên Trung ương Đảng khóa XII, XIII; Tổng Thanh tra Chính phủ Việt Nam nhiệm kỳ từ năm 2021 đến nay. Ông là học sinh khóa 5, là một trong những thế hệ  học sinh đầu tiên của trường THPT B Nghĩa Hưng.[12]

#### Nghệ thuật
1. Ca sĩ Nhật Thủy (sinh 1991): Quán quân cuộc thi Việt Nam Idol (mùa 5); Á quân chương trình Gương mặt thân quen (mùa 3) và Quán quân chương trình Gương mặt thân quen (mùa 7). Cô là học sinh khóa 35 của trường THPT B Nghĩa Hưng.[13]
2. Ca sĩ Lâm Bảo Ngọc (sinh 1996): Á quân cuộc thi Sao Mai điểm hẹn 2017; Á quân cuộc thi Giọng hát Việt 2019 (mùa 6). Cô là học sinh khóa 40 của  trường THPT B Nghĩa Hưng.

## Hình ảnh khác

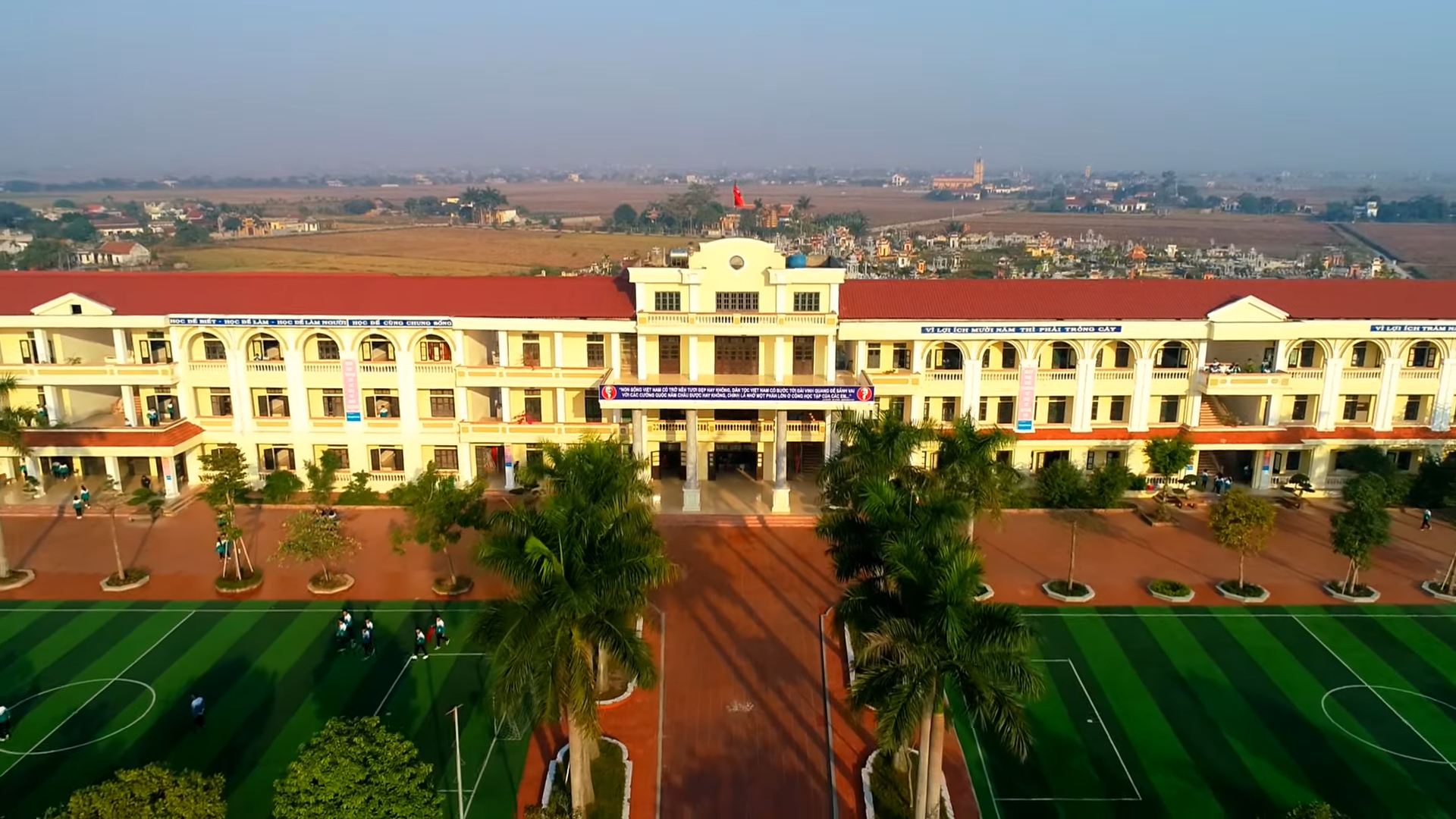
Toàn cảnh mặt trước
Góc nhìn từ sân bóngGóc nhìn từ sân bóng
Hội trường tại nhà đa năngHội trường tại nhà đa năng
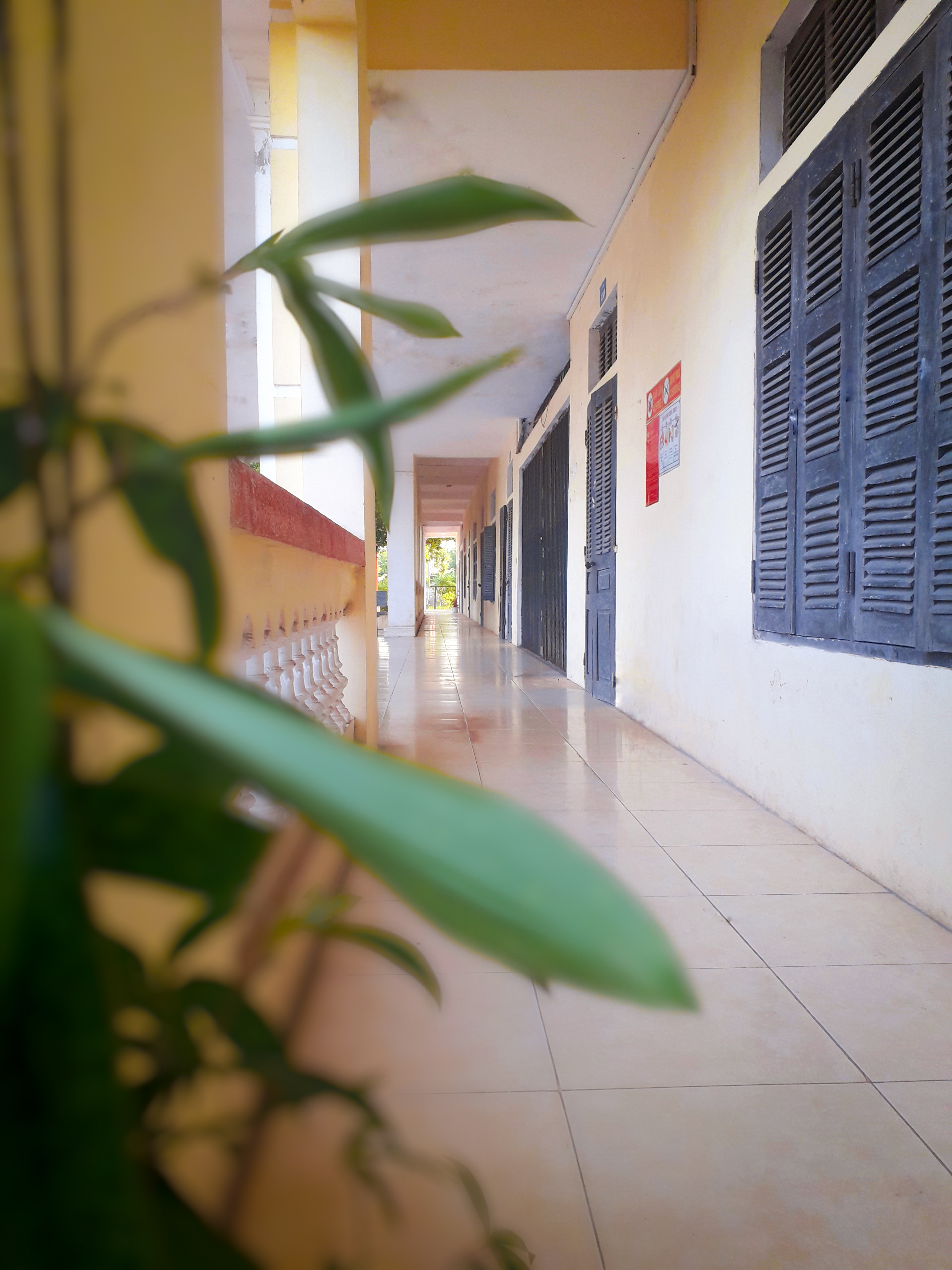
Hành lang khối 12

## Lời bình
Một ngày đẹp trời vào lại xem đứa con tinh thần mà mình viết bị gỡ bỏ hết những tấm hình nổi bật, thực sự tôi rất bất lực và chán nản. Đây không phải là lần đầu tiên, các BQV Wikipedia thực sự rất không rõ ràng và cá nhân trong việc này, họ không hề tôn trọng thành viên, không hề tôn trọng mọi đóng góp mà thành viên vất vả tạo ra chỉ với cái lý do buồn cười là 'hình ảnh không có nguồn' - thứ mà họ còn chẳng thể biết là chúng tôi đã dày công  chụp ra, vẽ ra, edit ra thế nào để có 1 bài viết chất lượng và mặc dù khi đăng tải lên tôi đã rất cẩn thận trong các bước điền thông tin giấy phép bản quyền. Rất nhiều lần, không chỉ ở bài viết này mà còn ở các dự án khác của tôi nữa, tôi không thể chấp nhận được, cũng không hiểu được Wikipedia sẽ phát triển thế nào nếu cứ hành động thế này. Nhất là đối với những người mới, nó sẽ giết chết sự cống hiến và sáng tạo. Đến bây giờ tài khoản Wiki Commons của đã bị cấm, không thể thay đổi gì được nữa với những bức hình quý giá này của tôi; có lẽ nên dừng lại, nhưng những thông tin về ngôi trường này vẫn sẽ liên tục được tôi cập nhật, bổ sung theo dạng văn bản. - T.T.T (K46)
Ngày 7 tháng 5 năm 2022